# 第44軍団 (ロシア陸軍)
第44軍団（だい44ぐんだん、ロシア語: 44-й армейский корпус）は、ロシア陸軍の軍団。レニングラード軍管区隷下。

## 概要

### 冷戦期
1956年6月22日、冷戦の影響に伴い、ソ連地上軍第44特殊狙撃軍団としてロシア・ソビエト連邦社会主義共和国アルハンゲリスク州で創設された。
1957年6月に第44特殊軍団、1961年8月に第44軍団と改称され、1970年5月に第29諸兵科連合軍に再編されて消滅した。

### ロシアのウクライナ侵攻
2024年4月、ロシアのウクライナ侵攻の影響に伴い、NATO加盟のフィンランドへの意趣返しとして動員兵を基幹にカレリア共和国で54年ぶりに再編された。

#### 北東部・ハルキウ戦線
2024年5月、ロシア・ベルゴロド州に配備され、北東部ハルキウ州ヴォウチャンシク方面に展開した。当初はハルキウ攻勢の主力部隊として期待されていたが、早急な編成で兵員未充足だったため、第11軍団の援護に使われ、ウクライナ軍のドローン攻撃を受けて負傷兵の後送任務を指揮していた第128独立自動車化狙撃旅団のセルゲイ・フィリプチュク副旅団長兼政治部長が戦死した。

#### ロシア・クルスク戦線
2024年8月、ロシア・クルスク州に再配置され、友軍の救援でスジャ方面に展開した。第72自動車化狙撃師団隷下の第30自動車化狙撃連隊がスジャ北のマラヤ・ロクニャ村を長期間防衛し、一時はウクライナ軍に包囲されるも、敵に最大限の損害を与えるため自滅覚悟で村への砲撃を要請し、アレクサンドル・ダニーロフ大隊長が負傷して村は占領されたが、ウクライナ軍の進撃を阻止した。

## 編制
- 軍団司令部（カレリア共和国）[3]
- 第72自動車化狙撃師団[3]
- 第128独立自動車化狙撃旅団[3]
- 第9砲兵旅団[3]
- 第70ミサイル旅団[3]
- 工兵連隊[3]
- 偵察大隊[3]